# Wielka Wólka
Wielka Wólka – wieś w Polsce położona w województwie warmińsko-mazurskim, w powiecie nowomiejskim, w gminie Biskupiec.
W latach 1975–1998 miejscowość administracyjnie należała do województwa toruńskiego. W 1921 roku stacjonowała tu placówka 13 batalionu celnego.